# اوبرپالن
اوبرپالن (به لاتین: Oberpallen) یک منطقهٔ مسکونی در لوکزامبورگ است که در بکریش واقع شده‌است.